# Luís Nachbin
Luís Nachbin (Rochester, 30 de julho de 1964) é um jornalista, professor e apresentador brasileiro nascido nos Estados Unidos.

## Biografia
Luís Nachbin é filho do matemático Leopoldo Nachbin, sendo, consequentemente, descendente de judeus poloneses e austríacos. Iniciou uma forma inovadora de fazer jornalismo, tendo apresentado produções nos programas Globo Repórter, Esporte Espetacular e Jornal Nacional, em que percorria países do Oriente com uma câmera e mostrava aspectos peculiares da vida cotidiana e exótica desses lugares.
Sua ideia inicial foi uma viagem à Índia, em 1997, em que levou apenas uma pequena câmera e a ideia de produzir um material jornalístico sobre o país. Era, então, repórter do programa esportivo da TV Globo, o Globo Esporte. A partir daí passou a vender suas matérias, sempre com o formato de um viajante com uma câmera, e já viajou para 84 países.
É diretor da produtora Matrioska Filmes, no Rio de Janeiro. De 2004 a 2009, realizou as seis temporadas (144 episódios) da série Passagem para..., exibida pelo Canal Futura. No dia 14 de novembro de 2008, o canal apresentou o episódio em que Nachbin visita Belize, o 50º país em que esteve. Além dos 144 episódios exibidos regularmente, a série teve, também em 2008, um especial sobre a América Latina, que revisita o material gravado na região.
Dirigiu o média-metragem Vozes, que conta a história de três personagens da guerra civil colombiana. O filme recebeu o Prêmio Walter Silveira, na Jornada Internacional de Cinema da Bahia, e foi selecionado para o Festival de Cinema na Floresta, no Mato Grosso, e para a mostra competitiva Discovering Latin America Film Festival, em Londres.
Em 2011, lançou a série Entre Fronteiras. Na primeira temporada (20 episódios), Nachbin percorre regiões de fronteira do Brasil. Na segunda e na terceira temporadas (20 episódios cada), ele documenta histórias ambientadas em fronteiras geográficas e simbólicas da África. O artista Eric Adjetey Anang e a cantora Mayra Andrade, por exemplo, são tema de episódios gravados no continente africano.[carece de fontes?]
Tem mestrado em Televisão e Projetos Experimentais pela San Francisco State University e, desde 1995, é professor de jornalismo na PUC-Rio.